# فرسبی
فرسبی (به انگلیسی: Firsby) یک محله مدنی و روستا در بریتانیا است که در لیندسی شرقی واقع شده‌است. فرسبی ۲۷۸ نفر جمعیت دارد.